# Jørn Sloth
Jørn Sloth (Sjørring, Dinamarca, 5 de setembre de 1944) és un jugador d'escacs danès, que té els títols de Mestre de la FIDE i de Gran Mestre d'escacs per correspondència, i que va ser el vuitè Campió del Món d'escacs per correspondència (1975–80).

## Resultats destacats en competició
Sloth va guanyar el Campionat d'Europa d'escacs juvenil el 1964, a Groningen, ex aequo amb Robert Gijsbertus Hartoch.
Sloth va obtenir el títol de Mestre Internacional d'escacs per correspondència el 1973 i el de Gran Mestre en la mateixa modalitat el 1978. Fou el jugador més jove de la història en guanyar el Campionat del Món d'escacs per correspondència.

### Participació en competicions per equips
Jørn Sloth ha representat Dinamarca en:
- Quatre olimpíades universitàries (Campionats del Món per equips de menors de 26 anys), assolint la medalla d'or individual al tercer tauler (+9 =3 en 12 partides) el 1965 i dues medalles de bronze per equips (els anys 1965 i 1966);[3]
- A l'Olimpíada d'escacs de 1972 a Skopje, on va puntuar el 50% (8,5/17) al primer tauler;
- A tres copes Clare Benedict (1973, 1974 i 1977);
- A dues copes d'Europa de clubs d'escacs (els anys 1982 i 1984).